# Anneau euclidien non commutatif
La notion d'anneau euclidien non commutatif généralise la notion classique d'anneau euclidien au cas non commutatif. Les polynômes tordus (voir infra) en fournissent un exemple. En particulier, l'anneau {\displaystyle B_{1}\left(k\right)} des opérateurs différentiels à coefficients dans un corps commutatif {\displaystyle k} est un anneau euclidien non commutatif. 

## Définitions et propriétés
Un anneau sans diviseur de zéro {\displaystyle R} est appelé un anneau euclidien à gauche s'il existe une fonction {\displaystyle \theta :R\rightarrow \mathbb {N} \cup \left\{-\infty \right\}}, appelée fonction euclidienne à gauche ou stathme euclidien à gauche et vérifiant les conditions suivantes :
(E1) {\displaystyle \theta \left(0\right)=-\infty }.
(E2) Pour tous {\displaystyle a,b\in R^{\times },\theta \left(ab\right)\geq \theta \left(a\right)>-\infty }.
(E3) Pour tout {\displaystyle a\in R} et pour tout {\displaystyle b\in R^{\times }}, il existe {\displaystyle q,r\in R} tels que
{\displaystyle a=qb+r}, {\displaystyle \theta \left(r\right)<\theta \left(b\right)},
ce qu'on appelle algorithme de la division à gauche.
Ce qui précède est encore valide si l'on change partout gauche par droite, en inter-changeant {\displaystyle a} et {\displaystyle b} dans (E2), et en remplaçant l'algorithme de la division à gauche par l'algorithme de la division à droite:
{\displaystyle a=bq+r}, {\displaystyle \theta \left(r\right)<\theta \left(b\right)}.
Les éléments {\displaystyle q} et {\displaystyle r} de l'algorithme de la division à gauche (resp. à droite) sont appelés un quotient et un reste de la division à droite (resp. à gauche)  de {\displaystyle a} par {\displaystyle b}.
Un anneau euclidien est un anneau euclidien à gauche qui est un anneau euclidien à droite.
Si l'on remplace (E2) par la condition plus forte
(E2') Pour tous {\displaystyle a,b\in R^{\times },\theta \left(a-b\right)\leq \max \left\{\theta \left(a\right),\theta \left(b\right)\right\}} et {\displaystyle \theta \left(ab\right)=\theta \left(a\right)\theta \left(b\right)},
on montre que le reste {\displaystyle r} est unique (de même que le quotient {\displaystyle q}) et l'anneau euclidien à gauche {\displaystyle R} est donc dit avec reste unique.

La propriété suivante est fondamentale: un anneau euclidien à gauche est principal à gauche (la démonstration étant identique à celle faite dans le cas commutatif: voir l'article anneau euclidien).

## Exemples
L'anneau des entiers relatifs {\displaystyle \mathbb {Z} } est un anneau euclidien commutatif avec pour stathme euclidien la fonction {\displaystyle \theta } définie par {\displaystyle \theta \left(n\right)=\left\vert n\right\vert } si {\displaystyle n\neq 0} et {\displaystyle \theta \left(0\right)=-\infty }. Cet anneau euclidien n'est pas avec reste unique.

Soit l'anneau des opérateurs différentiels de la forme
{\displaystyle a_{0}\left(t\right){\frac {d^{n}}{dt^{n}}}+a_{1}\left(t\right){\frac {d^{n-1}}{dt^{n-1}}}+...+a_{n}\left(t\right)}.
où les {\displaystyle a_{i}\left(t\right)} sont des fractions rationnelles en {\displaystyle t} à coefficients dans le corps {\displaystyle k=\mathbb {R} } ou {\displaystyle \mathbb {C} }. Cet anneau {\displaystyle B_{1}\left(k\right)} est un anneau euclidien.

Plus généralement, soit {\displaystyle K} un corps, {\displaystyle \alpha } un automorphisme de {\displaystyle K} et {\displaystyle \delta :K\rightarrow K} une {\displaystyle \alpha }-dérivation, et considérons l'anneau {\displaystyle R=K[X;\alpha ,\delta ]} des polynômes tordus d'indéterminée {\displaystyle X} à coefficients dans {\displaystyle K} (voir l'article anneau de Dedekind non commutatif). Cet anneau {\displaystyle R} est euclidien avec reste unique, avec le degré pour stathme euclidien à gauche et à droite.